# Carrão
 (mai 2022).
La mise en forme du texte ne suit pas les recommandations de Wikipédia : il faut le « wikifier ».
Les points d'amélioration suivants sont les cas les plus fréquents. Le détail des points à revoir est peut-être précisé sur la page de discussion.
- Les titres sont pré-formatés par le logiciel. Ils ne sont ni en capitales, ni en gras.
- Le texte ne doit pas être écrit en capitales (les noms de famille non plus), ni en gras, ni en italique, ni en « petit »…
- Le gras n'est utilisé que pour surligner le titre de l'article dans l'introduction, une seule fois.
- L'italique est rarement utilisé : mots en langue étrangère, titres d'œuvres, noms de bateaux, etc.
- Les citations ne sont pas en italique mais en corps de texte normal. Elles sont entourées par des guillemets français : « et ».
- Les listes à puces sont à éviter, des paragraphes rédigés étant largement préférés. Les tableaux sont à réserver à la présentation de données structurées (résultats, etc.).
- Les appels de note de bas de page (petits chiffres en exposant, introduits par l'outil «  Source ») sont à placer entre la fin de phrase et le point final[comme ça].
- Les liens internes (vers d'autres articles de Wikipédia) sont à choisir avec parcimonie. Créez des liens vers des articles approfondissant le sujet. Les termes génériques sans rapport avec le sujet sont à éviter, ainsi que les répétitions de liens vers un même terme.
- Les liens externes sont à placer uniquement dans une section « Liens externes », à la fin de l'article. Ces liens sont à choisir avec parcimonie suivant les règles définies. Si un lien sert de source à l'article, son insertion dans le texte est à faire par les notes de bas de page.
- La présentation des références doit suivre les conventions bibliographiques. Il est recommandé d'utiliser les modèles {{Ouvrage}}, {{Chapitre}}, {{Article}}, {{Lien web}} et/ou {{Bibliographie}}. Le mode d'édition visuel peut mettre en forme automatiquement les références.
- Insérer une infobox (cadre d'informations à droite) n'est pas obligatoire pour parachever la mise en page.

Pour une aide détaillée, merci de consulter Aide:Wikification.
Si vous pensez que ces points ont été résolus, vous pouvez retirer ce bandeau et améliorer la mise en forme d'un autre article.
Carrão est un district situé à la zone est de la ville de São Paulo appartenant à la sous-préfecture d'Aricanduva. Le district est souvent appelé "Vila Carrão", qui est en fait le nom d'un des quartiers du district. Le district se prépare à un important développement d'appartements haut de gamme.

## Histoire

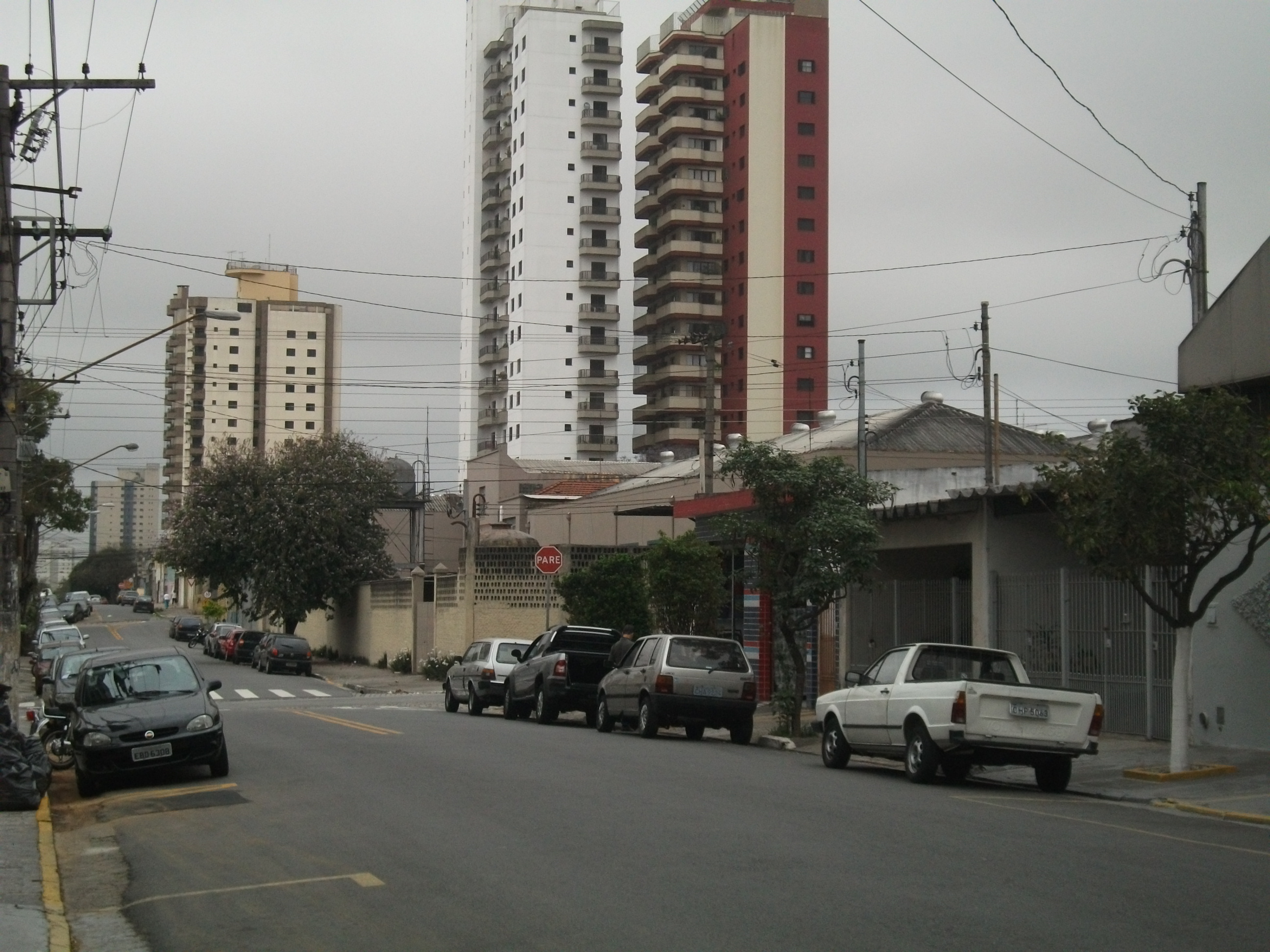
Rue de Vila Carrão.

Le nom du district était un hommage à João da Silva Carrão, le Conselheiro Carrão, ancien président de la province de São Paulo. Il est né d'un ancien site au bord d'un sentier où allaient et venaient les gentils du village de Piratininga à celui de Biacica ou Imbiacica (aujourd'hui le quartier d'Itaim Paulista, Vila Curuçá et la partie orientale de Jardim Helena). recherche d'or et d'Indiens à asservir. Ces terres, selon certains historiens, faisaient partie de la Sesmaria de João Ramalho, qui au fil des ans est passée entre les mains de nombreux propriétaires et a reçu des noms tels que Tucuri, Bom Retiro et Chácara Carrão, progressivement du vaste Tucuri, Bom Retiro ou Chácara Carrão sont apparus : Vila Carrão, Vila Nova Manchester, Vila Santa Isabel, Chácara California, Chácara Santo Antônio et Chácara Santo Estêvão, et le scénario agricole a fait place au progrès.
La zone du district, à l'origine, faisait partie du district de Tatuapé ainsi que des districts actuels d'Aricanduva et de Vila Formosa, qui ont été progressivement émancipés par des arrêtés de la préfecture. Les limites actuelles du district ont été établies en 1990 par la maire Luiza Erundina. Fait intéressant, cela a fait perdre au quartier Carrão sa station de métro, puisqu'avec cette nouvelle division, ladite station était située à quelques mètres de la frontière avec le quartier Carrão, sur le territoire de Tatuapé, selon les cartes officielles de la mairie de São Paulo.

## Actualité
Carrão est connue pour sa communauté de Japonais-Brésiliens, dont la plupart viennent de la préfecture d'Okinawa. L'Associação Okinawa Vila Carrão, fondée en 1957, comptait 3 000 membres en 2011. Le Festival d'Okinawa, organisé chaque année au Clube Escola Vila Manchester, est désormais l'un des plus grands événements promus par la colonie japonaise dans la ville de São Paulo, faisant partie du calendrier officiel des événements de la municipalité.
Carrão connaît actuellement un processus de grande expansion immobilière, avec des lancements fréquents de nouveaux bâtiments résidentiels haut de gamme et quelques complexes commerciaux notables. De ce fait, la circulation dans le quartier est de plus en plus chaotique ; une enquête réalisée en 2012 a montré que l'avenue Conselheiro Carrão, la principale avenue commerciale du quartier, figurait parmi les dix routes les plus encombrées de la ville, avec un taux de lenteur plus élevé, même que l'avenue Rebouças, l'une des principales liaisons entre le centre-ville et la zone ouest de São Paulo.
Un facteur atténuant possible pour le trafic serait l'arrivée du métro dans la région. En fait, l'extension de la ligne 2 du métro de São Paulo apportera deux stations de métro dans le quartier, la station Santa Isabel et la station Guilherme Giorgi, en plus d'autres stations dans les districts voisins.
Selon une enquête basée sur les questionnaires du recensement de 2010, Carrão est la région de São Paulo la plus peuplée de la métropole.

## Quartiers
Carrão est divisé en huit quartiers.
- Chácara Califórnia
- Chácara Santo Antônio
- Vila Carrão
- Vila Nova Manchester
- Vila Santa Isabel
- Jardim Têxtil (partie)
- Vila Santo Estevão
- Carrãozinho

## Points d'interêts
- Sanctuaire Santa Isabel Rainha, belle église néo-classique avec une tour de 90 mètres de haut
- Cimetière de Vila Formosa, le plus grand cimetière d'Amérique latine et le principal espace vert du district